# Alejandro Lago
Alejandro Lago (Montevideo, 28 de junio de 1979) es un exfutbolista uruguayo. Jugaba de defensa central. Fue internacional con la Selección Uruguaya de Fútbol, logrando disputar 26 partidos.

## Biografía
Nació el 28 de junio de 1979 en Treinta y Tres Uruguay. Entre 2000 y 2002 jugó en Centro Atlético Fénix. En 2003 ganó el campeonato uruguayo con Club Atlético Peñarol, y después volvió a Centro Atlético Fénix. Fue traspasado al Rosenborg BK en 2005 de la Tippeligaen de Noruega. El equipo lo cedió al Bella Vista, y después al IFK Göteborg. Volvió a Noruega en 2007, y el 29 de octubre de 2009 el Rosenborg BK anunciaba una actualización de contrato de tres años con él. En enero del 2012 firma con el Montevideo Wanderers Fútbol Club. Luego de un año en Wanderers, firma con el Club Atlético Cerro. En 2014 firma con Progreso, para disputar sus últimos meses en el fútbol profesional.

## Selección nacional
Ha participado con su selección en 25 partidos internacionales y formó parte del seleccionado uruguayo que logró el tercer puesto en la Copa América 2004.
Participaciones en Copa América
| Copa              | Sede | Resultado    | Partidos | Goles |
| ----------------- | ---- | ------------ | -------- | ----- |
| Copa América 2004 | Perú | Tercer lugar |          |       |

## Clubes
| Club                  | País    | Año       |
| --------------------- | ------- | --------- |
| Fénix                 | Uruguay | 2000-2002 |
| Peñarol (cedido)      | Uruguay | 2003-2004 |
| Fénix                 | Uruguay | 2004-2005 |
| Rosenborg BK          | Noruega | 2005      |
| Bella Vista (cedido)  | Uruguay | 2006      |
| IFK Göteborg (cedido) | Suecia  | 2006      |
| Rosenborg BK          | Noruega | 2007-2012 |
| Wanderers             | Uruguay | 2012      |
| Cerro                 | Uruguay | 2013-2014 |
| Progreso              | Uruguay | 2014      |

## Títulos
| Título                               | Club               | País    | Año  |
| ------------------------------------ | ------------------ | ------- | ---- |
| Liguilla Pre-Libertadores de América | Fénix              | Uruguay | 2002 |
| Campeonato Uruguayo                  | Peñarol            | Uruguay | 2003 |
| Eliteserien                          | Rosenborg Ballklub | Noruega | 2009 |
| Eliteserien                          | Rosenborg Ballklub | Noruega | 2010 |

- Datos: Q786134
- Multimedia: Alejandro Lago / Q786134